# Andreas Cricius
Andrzej Krzycki, dit en latin Andreas Cricius, né le 7 juillet 1482 à Krzycko Małe et mort le 10 mai 1537 à Skierniewice, est un écrivain et archevêque polonais de la Renaissance. Auteur d'œuvres en prose, rédigées en latin, et de poèmes, composés en polonais, il est souvent considéré comme l'un des plus grands écrivains humanistes de Pologne.

## Biographie
Après des études à l'université de Bologne sous la férule d'éminents humanistes, Cricius embrasse une carrière ecclésiastique en 1501. En 1512, après avoir composé un poème célébrant le mariage du roi Sigismond Ier le Vieux et de Barbara Zápolya, il devient le chancelier de cette dernière. La victoire du roi à la bataille d'Orsza (1514) est l'occasion d'un nouveau poème ; Cricius compose également, sur le modèle des Héroïdes d'Ovide, des vers prétendument adressés par la reine à son mari absent, qui lui valent les louanges d'Érasme dans sa correspondance. Après la mort de Barbara Zápolya, Cricius conserve sa charge de chancelier auprès de Bona Sforza, la nouvelle épouse de Sigismond. Gravissant peu à peu les échelons de la hiérarchie ecclésiastique, il s'attire les honneurs et les richesses, allant même jusqu'à obtenir un évêché,.
Fervent défenseur de l'Église catholique romaine, il  s'émeut du succès de la Réforme protestante et publie en réaction l'ouvrage le plus sérieux de sa carrière, Religionis et Reipublicae quaerimonia (1522). Toutefois, quand Albert de Brandebourg-Ansbach, grand-maître de l'ordre Teutonique, est autorisé par Sigismond Ier à se convertir au luthéranisme en échange de sa vassalité, Cricius tente de justifier l'action de son souverain dans une lettre au légat apostolique Giovanni Antonio Buglio (hu). Il accède finalement à la plus haute fonction ecclésiastique de son pays, celle d'archevêque de Gniezno et primat de Pologne. Il fait également œuvre de mécène auprès de jeunes talents littéraires, dont Clément Janicius. Son dernier ouvrage, De Asiana Dieta, est une critique du système parlementaire polonais de l'époque,.